# Les Perry
Les Perry, född 29 januari 1923, död 17 september 2005, var en friidrottare från Australien. Han deltog vid olympiska sommarspelen 1952 och olympiska sommarspelen 1956.